# لوکرتسیا لانته دلا رووره
لوکرتسیا لانته دلا رووره (ایتالیایی: Lucrezia Lante della Rovere؛ زادهٔ ۱۹ ژوئیهٔ ۱۹۶۶) بازیگر اهل ایتالیا است. او خود را خداناباور می‌داند.
از فیلم‌ها یا برنامه‌های تلویزیونی که وی در آن نقش داشته‌است، می‌توان به ذره‌ای آرامش، قطعات نمایشی کوتاه و بانو با رخپوش سیاه اشاره کرد.